# Llista de topònims de Vilamalla
Llista de topònims (noms propis de lloc) del municipi de Vilamalla, a l'Alt Empordà
Informació actualitzada per un bot. Els canvis manuals es perdran quan s'actualitzi!

## casa
| imatge | Nom                    | Ubicat a  | instància de | Detalls                                  | coordenades                                                               | Protecció                                  | Commons (més fotos) | Dades a WD                    |
| ------ | ---------------------- | --------- | ------------ | ---------------------------------------- | ------------------------------------------------------------------------- | ------------------------------------------ | ------------------- | ----------------------------- |
|        | Can Brugués            | Vilamalla | casa         | Estil: arquitectura popular 16th century | 42° 13′ 01″ N, 2° 58′ 15″ E / 42.21699°N,2.970748°E ca:Pl. de la Font     | bé integrant del patrimoni cultural català |                     | Modifica les dades a Wikidata |
|        | Can Peix               | Vilamalla | casa         | Estil: arquitectura popular 20th century | 42° 12′ 59″ N, 2° 58′ 21″ E / 42.216437°N,2.972523°E ca:C. de la Font s/n | bé cultural d'interès local                |                     | Modifica les dades a Wikidata |
|        | casa al carrer Nou, 12 | Vilamalla | casa         | Estil: arquitectura popular              | 42° 13′ 03″ N, 2° 58′ 10″ E / 42.2176°N,2.96951°E                         | bé integrant del patrimoni cultural català |                     | Modifica les dades a Wikidata |

## entitat singular de població
| imatge | Nom                                      | Ubicat a  | instància de                                                                   | Detalls | coordenades                                                               | Protecció | Commons (més fotos) | Dades a WD                    |
| ------ | ---------------------------------------- | --------- | ------------------------------------------------------------------------------ | ------- | ------------------------------------------------------------------------- | --------- | ------------------- | ----------------------------- |
|        | Afores                                   | Vilamalla | entitat singular de població                                                   | 53 hab  | 42° 12′ 46″ N, 2° 58′ 19″ E / 42.21272195°N,2.971973419°E 57.143 msnm     |           |                     | Modifica les dades a Wikidata |
|        | Polígon industrial Empordà Internacional | Vilamalla | entitat singular de població polígon industrial                                | 0 hab   | 42° 13′ 45″ N, 2° 58′ 54″ E / 42.22915278°N,2.98175556°E 33 msnm          |           |                     | Modifica les dades a Wikidata |
|        | Vilamalla                                | Vilamalla | entitat singular de població ens local històric de Catalunya capital municipal | 276 hab | 42° 13′ 02″ N, 2° 58′ 12″ E / 42.2172°N,2.97009°E 40 msnm                 |           |                     | Modifica les dades a Wikidata |
|        | el Pont del Príncep                      | Vilamalla | entitat singular de població                                                   | 891 hab | 42° 13′ 44″ N, 2° 58′ 11″ E / 42.228959055733°N,2.9697861214356°E 39 msnm |           |                     | Modifica les dades a Wikidata |

## masia
| imatge | Nom                 | Ubicat a  | instància de     | Detalls                                                      | coordenades                                                                                  | Protecció                                            | Commons (més fotos) | Dades a WD                    |
| ------ | ------------------- | --------- | ---------------- | ------------------------------------------------------------ | -------------------------------------------------------------------------------------------- | ---------------------------------------------------- | ------------------- | ----------------------------- |
|        | Can Salvet del Mas  | Vilamalla | masia            |                                                              | 42° 13′ 02″ N, 2° 58′ 36″ E / 42.2173043296395°N,2.9765554731293°E                           |                                                      |                     | Modifica les dades a Wikidata |
|        | Can Subirós         | Vilamalla | masia            |                                                              | 42° 14′ 00″ N, 2° 57′ 50″ E / 42.233422320701°N,2.96382443634768°E                           |                                                      |                     | Modifica les dades a Wikidata |
|        | Can Tura            | Vilamalla | masia            |                                                              | 42° 14′ 05″ N, 2° 57′ 56″ E / 42.2346657268607°N,2.96556891331372°E                          |                                                      |                     | Modifica les dades a Wikidata |
|        | Mas Albó            | Vilamalla | masia            |                                                              | 42° 13′ 03″ N, 2° 58′ 03″ E / 42.2174282010399°N,2.9674683837165°E                           |                                                      |                     | Modifica les dades a Wikidata |
|        | Mas Costa           | Vilamalla | masia            |                                                              | 42° 13′ 05″ N, 2° 59′ 52″ E / 42.2181352849452°N,2.99773427182752°E                          |                                                      |                     | Modifica les dades a Wikidata |
|        | Mas Nofre           | Vilamalla | masia            |                                                              | 42° 12′ 49″ N, 2° 58′ 31″ E / 42.213494380773°N,2.97526054445914°E                           |                                                      |                     | Modifica les dades a Wikidata |
|        | Mas Palmers         | Vilamalla | masia            |                                                              | 42° 13′ 30″ N, 2° 59′ 20″ E / 42.2249615540367°N,2.98883978380668°E                          |                                                      |                     | Modifica les dades a Wikidata |
|        | Mas de les Figueres | Vilamalla | masia            |                                                              | 42° 13′ 34″ N, 2° 59′ 38″ E / 42.2262318172263°N,2.99375936312477°E                          |                                                      |                     | Modifica les dades a Wikidata |
|        | Mas del Mig         | Vilamalla | masia            |                                                              | 42° 13′ 32″ N, 2° 59′ 20″ E / 42.225492944032°N,2.98902145421882°E                           |                                                      |                     | Modifica les dades a Wikidata |
|        | l'Abadia            | Vilamalla | masia casa forta | Estil: arquitectura gòtica arquitectura popular 13rd century | 42° 13′ 06″ N, 2° 58′ 11″ E / 42.218334°N,2.969613°E ca:Plaça Figueres, 3, Vilamalla 41 msnm | bé d'interès cultural bé cultural d'interès nacional |                     | Modifica les dades a Wikidata |
|        | la Pireta           | Vilamalla | masia            |                                                              | 42° 13′ 51″ N, 3° 00′ 12″ E / 42.2308611821478°N,3.00328414789995°E                          |                                                      |                     | Modifica les dades a Wikidata |

## Misc
| imatge | Nom                                 | Ubicat a  | instància de                   | Detalls                                  | coordenades                                                                           | Protecció                                  | Commons (més fotos)            | Dades a WD                    |
| ------ | ----------------------------------- | --------- | ------------------------------ | ---------------------------------------- | ------------------------------------------------------------------------------------- | ------------------------------------------ | ------------------------------ | ----------------------------- |
|        | Can Tonyà                           | Vilamalla | edifici                        | Estil: arquitectura popular              | 42° 13′ 02″ N, 2° 58′ 15″ E / 42.21735°N,2.97074°E                                    | bé cultural d'interès local                |                                | Modifica les dades a Wikidata |
|        | Creu commemorativa a Vilamalla      | Vilamalla | creu monumental                | Estil: arquitectura popular 20th century | 42° 12′ 56″ N, 2° 58′ 28″ E / 42.215424°N,2.974365°E ca:Ctra. de Vilamalla a Garrigàs | bé cultural d'interès local                | Creu commemorativa a Vilamalla | Modifica les dades a Wikidata |
|        | Polígon industrial Pont del Príncep | Vilamalla | polígon industrial             |                                          | 42° 13′ 49″ N, 2° 57′ 44″ E / 42.2303686560008°N,2.96219017816611°E                   |                                            |                                | Modifica les dades a Wikidata |
|        | Puig de Montcel                     | Vilamalla | muntanya                       |                                          | 42° 13′ 52″ N, 2° 58′ 21″ E / 42.2311°N,2.97242°E 46.7 msnm                           |                                            |                                | Modifica les dades a Wikidata |
|        | Safareig de Vilamalla               | Vilamalla | safareig                       | Estil: arquitectura popular              | 42° 13′ 01″ N, 2° 58′ 18″ E / 42.217015°N,2.971687°E 42 msnm                          | bé integrant del patrimoni cultural català | Safareig de Vilamalla          | Modifica les dades a Wikidata |
|        | Sant Vicenç de Vilamalla            | Vilamalla | església                       | Estil: arquitectura romànica             | 42° 13′ 07″ N, 2° 58′ 14″ E / 42.2185°N,2.97042°E                                     | bé cultural d'interès local                | Sant Vicenç de Vilamalla       | Modifica les dades a Wikidata |
|        | casa consistorial de Vilamalla      | Vilamalla | casa consistorial              |                                          | 42° 13′ 02″ N, 2° 58′ 17″ E / 42.2171046°N,2.9714145°E                                |                                            |                                | Modifica les dades a Wikidata |
|        | el Barri de l'Estació               | Vilamalla | nucli de població              |                                          | 42° 12′ 59″ N, 2° 58′ 42″ E / 42.216352253164°N,2.9782731481212°E                     |                                            |                                | Modifica les dades a Wikidata |
|        | estació de Vilamalla                | Vilamalla | estació de ferrocarril edifici | Estil: arquitectura popular              | 42° 12′ 59″ N, 2° 58′ 40″ E / 42.216388888888886°N,2.97775°E 41.9 msnm                | bé integrant del patrimoni cultural català | Vilamalla train station        | Modifica les dades a Wikidata |